# Almere City Football Club 2011-2012
Questa voce raccoglie le informazioni riguardanti l'Almere City Football Club nelle competizioni ufficiali della stagione 2011-2012.

## Stagione
In campionato la squadra finì al tredicesimo posto, lontano dalle posizioni di alta classifica. In coppa, entrato in scena al secondo turno, superò l'Argon, ma fu subito dopo superato dall'Eindhoven.

## Rosa
| N. |                        | Ruolo | Calciatore       |
| -- | ---------------------- | ----- | ---------------- |
| 1  | Paesi Bassi (bandiera) | P     | Dennis Gentenaar |
| 2  | Finlandia (bandiera)   | D     | Henri Toivomäki  |
| 3  | Paesi Bassi (bandiera) | D     | Gino Felixdaal   |
| 4  | Paesi Bassi (bandiera) | D     | Cees Toet        |
| 5  | Paesi Bassi (bandiera) | D     | Robert Guerain   |
| 6  | Paesi Bassi (bandiera) | D     | Paul Beekmans    |
| 7  | Curaçao (bandiera)     | A     | Rihairo Meulens  |
| 8  | Paesi Bassi (bandiera) | C     | Ricardo Kip      |
| 9  | Paesi Bassi (bandiera) | A     | Jason Oost       |
| 10 | Paesi Bassi (bandiera) | A     | Charles Dissels  |
| 11 | Paesi Bassi (bandiera) | C     | Rowin van Zaanen |
| 12 | Paesi Bassi (bandiera) | P     | Erwin Friebel    |
| 14 | Paesi Bassi (bandiera) | C     | Sem de Wit       |

| N. |                        | Ruolo | Calciatore          |
| -- | ---------------------- | ----- | ------------------- |
| 15 | Paesi Bassi (bandiera) | C     | Mitchell Kappenberg |
| 16 | Paesi Bassi (bandiera) | C     | Leroy Resodihardjo  |
| 17 | Paesi Bassi (bandiera) | C     | Hicham Faik         |
| 18 | Indonesia (bandiera)   | C     | Stefano Lilipaly    |
| 19 | Paesi Bassi (bandiera) | A     | Fabian Serrarens    |
| 20 | Paesi Bassi (bandiera) | D     | Dennis Hollart      |
| 21 | Paesi Bassi (bandiera) | A     | Gilbrano Plet       |
| 22 | Paesi Bassi (bandiera) | D     | Sander Keller       |
| 23 | Paesi Bassi (bandiera) | A     | Rachid Browne       |
| 25 | Paesi Bassi (bandiera) | D     | Sven Nieuwpoort     |
| 26 | Paesi Bassi (bandiera) | A     | Gino van Kessel     |
| 27 | Paesi Bassi (bandiera) | D     | Bryan Ottenhoff     |